# Харьковскій Демокритъ
Харківський Демокрит — гумористично-сатиричний журнал, який видавався у Харкові у 1816 році. Засновник часопису харківський поет Василь Маслович, який залучив до роботи над виданням чимало людей, які стали пізніше відомими далеко за межами Слобожанщини — Грігорія Квітку (котрий на той час ще не взяв собі псевдоніму «Основ'яненко»), Акіма Нахімова, Івана Срезневського, Розумника Гонорського, Ореста Сомова, Олександра Паліцина.
Матеріали у часописи ділилися на три частини — «поезія, проза, суміш», загальний напрямок був сатиричний, але без політичної забарвленості. У прихованій формі критикувалося кріпацтво та інші вади тогочасного суспільно-політичного ладу, крім того, містилося багато матеріалів, пов'язаних з гострими повсякденними питаннями життя Харкова. Представлений також був жанр літературної пародії.
«Харківський Демокрит» видавався російською мовою, проте твори, пов'язані з минулим або тогочасним життям Слобожанщини, вміщали багато українізмів, пізніше у часописі з'явилося кілька творів, цілком написаних українською мовою — які належали перу Василя Масловича.
Харківський Демокрит був першим часописом, який виходив на території України, першим часописом, де була вжита українська мова та першим суто гумористичним виданням у Російській імперії.
Видання часопису було припинено у червні 1816 року, про що читачів проінформували три слова "Кончина «Харьковского Демокрита», надруковані на останній сторінці.
Незважаючи на короткий час видання, часопис мав великий вплив на інтелектуальне життя Слобожанщини та Лівобережної України загалом, у ньому розпочали свою літературну діяльність Григорій Квітка, Орест Сомов, Акім Нахімов. Традиція «Харківського Демокрита» була пізніше продовжена в «Українському Віснику». Деякі твори, вперше надруковані на сторінках «Харківського Демокриту», пізніше виходили окремими виданнями.

## Приклади тексту
- Гражданскому Чиновнику (эпитафия)*

Здесь погребен приказный

щастливый сиречь плут

он толк давал указам разным

ему же не дан кнут

- Основание Харькова*

Галко! Що мени робыть?

Як без тебе ризно жить?

Я, убогий сиротинка,

полюбыв тебе!

А Харков, твий пан-отець

не сплете наших сердець

Як любов мою пронюха

лыхо буде нам!